# زاوية سيدي داود
زاوية سيدي داود أو زاوية سيدي أعمر الشريف الإيراثني هي إحدى الزوايا في الجزائر الواقعة في بلدية سيدي داود بدائرة بغلية ضمن ولاية بومرداس ومنطقة القبائل، والتابعة لمنهاج الطريقة الرحمانية.

## التأسيس
تم تأسيس زاوية سيدي داود من طرف العالم الجليل «سيدي أعمر الشريف الإيراثني»، الذي أسس هذه زاوية للتربية والتعليم بموقع «جبل بوبراق» في أعالي بلدية سيدي داود في جبال الخشنة غير بعيد عن جبال جرجرة، وقد قدم من قرية إسحنونن بعرش آيث إيراثن، ومن أشهر أحفاده «سيدي أحمد بلعباس» المعروف بالتقوى والورع، وكانت هذه الزاوية بمثابة منارة استضاء بها أهل منطقة وادي سيباو في منطقة القبائل لقرون.
وكانت هذه المنطقة زاخرة بالعديد من الزوايا التي من بينها «زاوية سيدي بوسحاقي» بقرية «ثالة أوفلا» في الثنية، و«زاوية أولاد بومرداس» بتيجلابين قرب جبل بوزقزة، و«زاوية سيدي سالم» ببودواو، علما أن مؤسسها سيدي علي بن أحمد بن محمد البومرداسي قد استقر هناك، بالإضافة إلى «زاوية الغبارنة» ببلدية خميس الخشنة، و«زاوية سيدي أمْحَند السعدي» ببلدية أعفير التي ارتبط تاريخها بتدريس علم القراءات ببلاد الزواوة.

## الطلبة
كانت زاوية سيدي داود مقصد العشرات من طلبة العلم الذين كانوا يتتلمذون فيها.
وكان النظام الداخلي الذي يتمتعون به كفيلا بتوفير الجو الملائم لحفظ القرآن الكريم والحديث النبوي الشريف والمتون المختلفة.[بحاجة لمصدر]

## التصنيف
بسبب الأهمية التاريخية لزاوية سيدي داود، باشرت «مديرية الثقافة لولاية بومرداس» بتسجيل الزاوية في «قائمة الجرد الإضافي» خلال سنة 2008م، وهي إحدى طرق التصنيف والحماية للموروث الثقافي التي ينص عليها قانون 98 – 04 المؤرخ في 15 جوان 1998م والمتعلق بحماية التراث الثقافي.
كما قامت نفس المديرية الثقافية بإعادة الاعتبار للزاوية من خلال حملة تطوعية لتنظيف الزاوية تمت برمجتها بمناسبة شهر التراث الثقافي لسنة 2011م، كما اقترحت على «الصندوق الوطني للتراث الثقافي» تسجيل عملية أشغال الترميم وإعادة الاعتبار للزاوية.

## الموقع
تقع زاوية سيدي داود قرب سد سيدي داود فوق «هضبة ساحل بوبراق» بمرتفعات بلدية سيدي داود أين تأسست الزاوية في القرن السابع عشر ميلادي خلال الفترة العثمانية.
ويبعد مقر الزاوية عن مدينة بومرداس بحوالي 35 كم مرورا بالطريق الوطني رقم 24 والطريق الوطني رقم 25 والطريق الوطني رقم 68.[بحاجة لمصدر]

## إعادة التهيئة

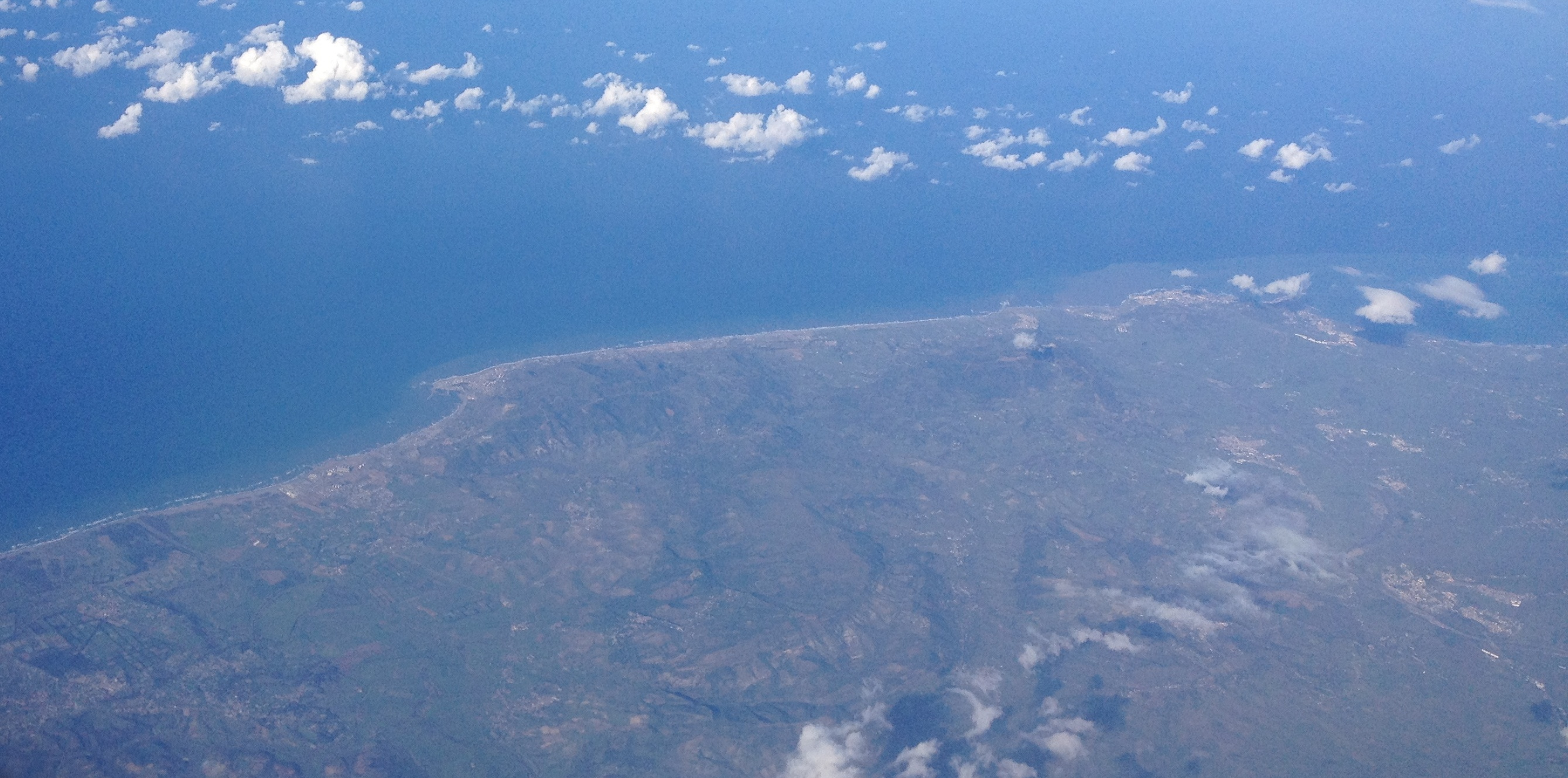
تصوير جوي لمرتفعات محيط زاوية سيدي داود

تم الشروع في إعادة تهيئة «زاوية سيدي داود» من طرف "مديرية الشؤون الدينية لولاية بومرداس ابتداء من شهر جويلية 2017م ضمن برنامج إعادة فتح 6 زوايا مغلقة.
وجاءت عملية إعادة فتح كل الزوايا الموجودة بولاية بومرداس، بعد إهمال وركود منذ سنوات لأسباب أمنية وغيرها، بشكل تدريجي لاستعادة نشاطها ودورها في متابعة النشاط المسجدي وضرورة استرجاع مكانتها كمعالم بارزة في تعليم وحفظ القرآن الكريم.
وستساهم «زاوية سيدي داود» من جديد في تفعيل دور ونشاط الزوايا والمدارس القرآنية المتواجدة بولاية بومرداس ومتابعة النشاط المسجدي من أجل الحفاظ على هوية الشعب الجزائري وعدم زعزعته عن دينه وأصالته في ظل ما يتعرض له العالم الإسلامي من هجمات دينية، وذلك من خلال ما تقدمه من نشاطات دينية كحفظ وتدريس القرآن والأحاديث النبوية الشريفة ودروس في الوعظ ولإرشاد ونبذ الخلافات وإصلاح ذات البين.[بحاجة لمصدر]
ومن أجل استعادة نشاط زاوية سيدي أعمر الشريف بـ«هضبة بوبراق» في بلدية سيدي داود، تم تأسيس لجنة دينية لإعادة بعث نشاطها الديني من حفظ ودراسة القرآن وأذكار الجمعة بعدما تم البدء في تهيئتها.

## المهام
لعبت «زاوية سيدي داود» أدوارا تعليمية وتربوية هامة منذ نشأتها، وتخرج على يديها العديد من العلماء والمصلحين ساهمـوا في نشـر تعاليـم الإسلام، وقاومـوا حملات التبشير النصراني بقيادة الكنيسة الكاثوليكية التي باركت وصاحبت الحملة الفرنسية على الجزائر.
وتتمثل مهام الزاوية حاليا في تعليم وحفظ القرآن الكريم بما يسمح بتخرج سنوي لعشرات الطلبة الحافظين للقرآن الكريم بأحكامه والحديث النبوي الشريف ومعلمي القرآن والمرشدات الدينيات.
وسيُعتمد عليهم في تأطير مختلف مساجد ولاية بومرداس وخارجها، خاصة في شهر رمضان بتزويد المساجد بالمقرئين، بالإضافة إلى نشاطات سنوية ستسهر إدارة الزاوية على إقامتها بشكل منتظم في المناسبات الدينية، كإحياء ذكرى المولد النبوي الشريف وغيرها.
ويندرج نشاط هذه الزاوية ضمن تعداد 8 زوايا و13 مدرسة قرآنية مستقلة وحوالي 15 كتابا لتعليم وحفظ القرآن وأحكامه ومن المساجد 401 على تراب ولاية بومرداس.

## أعلام الزاوية
- علي بن محمد بن علي البوسحاقي الزواوي
- عبد القادر الحمامي
- محمد بن محمد بن علي البوسحاقي الزواوي
- إبراهيم بن علي بن محمد بن علي البوسحاقي الزواوي
- عبد القادر حسبلاوي

### مواضيع ذات صلة
- المرجعية الدينية الجزائرية
- وزارة الشؤون الدينية الجزائرية
- الحزب الراتب: الحزاب - الباش حزاب - السلكة
- الزوايا في الجزائر
- الطريقة الرحمانية
- زاوية سيدي أمحمد بن عبد الرحمن الأزهري
- محمد بن عبد الرحمن الأزهري
- طريقة صوفية
- صوفية
- تاريخ التصوف
- ولاية بومرداس
- دائرة بغلية
- بلدية سيدي داود
- محمد بن أبي القاسم الهاملي

### وصلات خارجية
- الموقع الرسمي لوزارة الشؤون الدينية والأوقاف الجزائرية